# Rafael de la Torre y Estefanía
Rafael de la Torre y Estefanía (Madrid, 1890 - Madrid, 5 de septiembre de 1934) fue un pintor realista español del periodo entre 1895 y 1901. 

## Biografía
Estudió en la Escuela de Bellas Artes de San Fernando de Madrid. Trabajo como restaurador en la Real Academia de Bellas Artes de San Fernando. Fue activo como pintor entre 1895 y 1901, periodo reflejado en su obra y protagonismo en exposiciones.
Obtuvo varias medallas en la Exposición Nacional de Bellas Artes:
- 1901 (segunda clase) por “¡Inclusero!”
- 1897 (segunda clase) en la sección de arte decorativo.
- 1895 (tercera clase) por “Luchar por la vida”

## Obras
Fue un pintor de gran importancia dentro de la pintura española de finales del XIX y principios del XX.[cita requerida] Su temática va desde escenas costumbristas y de interior hasta grandes lienzos dramáticos y realistas. Se identifica con la tradición realista española. 
Sus cuadros principales están en el Museo del Prado:
- “Luchar por la vida” (1895), óleo sobre lienzo, conservado en el Museo del Prado.
- “¡Inclusero!” (1901), óleo sobre lienzo también en el Prado.
- Otras obras: “Escena de interior” (Argamasilla de Alba, 1903, mediana en subastas), “El almuerzo de los pastores”, “Flores”, “Calle de Pastrana” (1919), y “Mujer en la fuente” (1896)